# Natos flagga

Natos flagga.

Natos flagga består av ett marinblått fält (färg Pantone 280) med ett vitt kompassrosemblem, från detta strålar det fyra vita streck i de fyra väderstrecken. Den antogs av Nordatlantiska rådet den 14 oktober 1953.

## Utformning
Följande mått (i "enheter") används i flaggan:
- Längd: 400
- Bredd: 300
- Stjärna: 150
- Diameter på cirkeln bakom stjärnan: 115
- Avstånd mellan stjärna och streck: 10
- Avstånd mellan streck och flaggans kanter: 30

## Symbolism
Den marinblå bakgrunden symboliserar Atlanten. Cirkeln kring kompassrosen symboliserar NATO:s medlemsststaters enighet. Kompassrosen symboliserar vägen mot fred.